# Коледж королеви (Оксфорд)
Куїнз-коледж (англ. Queen's College) — один з найстаріших коледжів Оксфордського університету.

## Історія
Заснований в 1341 році. Міститься на вул. Гай-стріт. Замикає п'ятірку найбагатших коледжів університету. Також володіє однією з найбільших серед коледжів бібліотек (близько 50 тис. томів для користування, близько 100 тис. антикварних томів).
У найменуванні коледжу слід звернути увагу на апостроф перед літерою «s», оскільки коледж присвячений виключно королеві Англії Філіппі Геннегау. Тому написання назви коледжу має бути з артиклем «The»: The queen's College. Спочатку коледж називався «Оксфордський хол вчених Королеви» (Hall of the queen's scholars of Oxford), потім просто Куїнз-хол (queen's Hall) або навіть Queenshall. У 1985 році назву коледжу було змінено.
Історично був пов'язаний з Північною Англією.
Бібліотека коледжу володіє однією з найцінніших у світі колекцій середньовічних рукописів і документів.

## Випускники
Серед відомих випускників коледжу комік Роуен Аткінсон, один з творців WWW Тім Бернерс-Лі, австралійський політик Тоні Ебботт, король Англії Генріх V, астроном і геофізик Едмунд Галлей, астроном і космолог Едвін Габбл, богослов Джон Вікліф, засновник утилітаризму Дж. Бентам, поет і державний діяч Джон Девіс.